# Joseph Schreyvogel

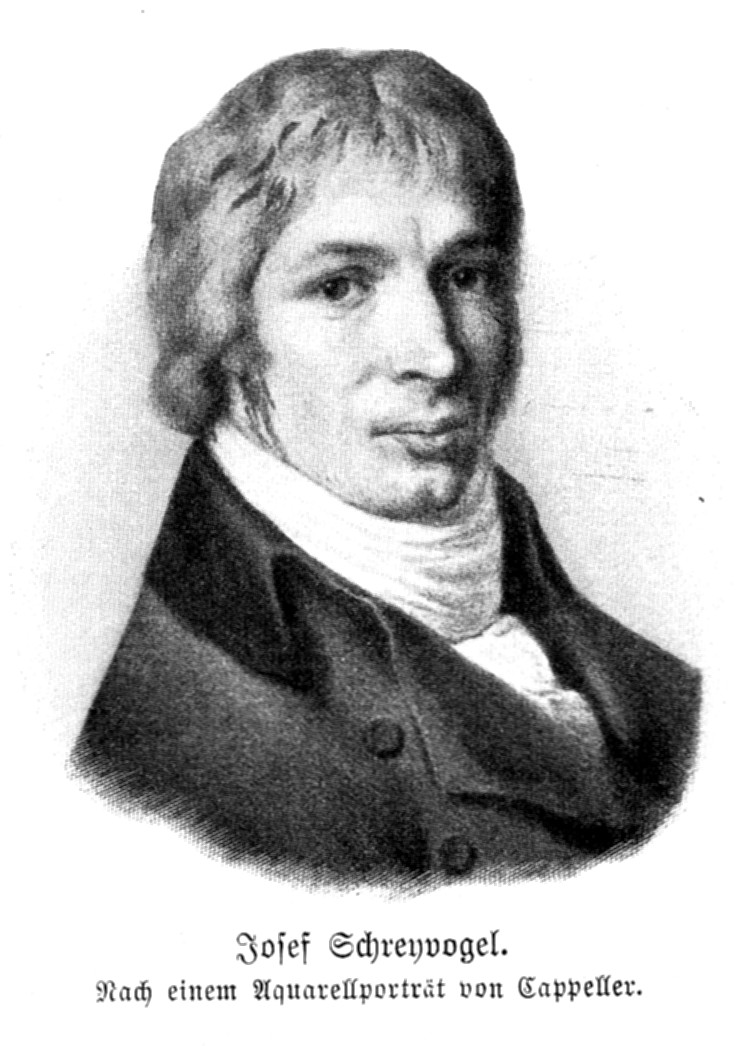
Joseph Schreyvogel.

Joseph Schreyvogel, född den 27 mars 1768 i Wien, död där den 28 juli 1832 av kolera, var en tysk dramaturg, som skrev under pseudonymerna Thomas West och Karl August West. 
Han blev som ung journalist, därefter Kotzebues efterträdare som Hoftheatersekreterare, utgav 1807—18 Sonntagsblatt och verkade från 1815 till sin död vid Burgtheater som dramaturg. I denna egenskap har han för alltid knutit sitt namn till den tyskspråkiga teaterns utveckling. Hans betydelse för Burgtheater kan mäta sig med Laubes. 
Han arbetade för repertoarens allsidighet och översatte själv Calderons "Livet en dröm" och Moretos "Donna Diana". "Gesammelte Schriften" (4 band, 1829 och 1836), "Ausgewählte Werke", utgivna av E. Braun (1910), "Schreyvogels Tagebücher", 1810—23, utgivna av Karl Glossy (1903).